# Christian Spuck
Christian Spuck (* 28. September 1969 in Marburg) ist ein deutscher Choreograph und Regisseur. Er leitete seit 2012 das  Ballett am Zürcher Opernhaus. Seit der Spielzeit 2023/24 ist er Intendant des Berliner Staatsballetts.

## Künstlerischer Werdegang
Christian Spuck stammt aus Marburg und wuchs als Sohn eines Arztes und einer Juristin in einer musischen Familie in Kassel auf (alle Kinder der Familie durften ein Instrument lernen, sein Vater spielte Klavier, seine Mutter stellte Keramiken her). Im Jahr 1988 machte er sein Abitur an der Jacob-Grimm-Schule in Kassel. Er wurde an der John Cranko Schule in Stuttgart ausgebildet, nachdem er seinen zweijährigen  Zivildienst im psychiatrischen Spital von Frankfurt geleistet hatte. Seine tänzerische Laufbahn begann er in Jan Lauwers’ Needcompany und Anne Teresa de Keersmaekers Ensemble «Rosas». 1994 begann er beim Stuttgarter Ballett in der letzten Spielzeit von Marcia Haydee. 1995 wurde er Mitglied des dortigen  Balletts, nachdem sein Vertrag in Stuttgart zunächst nicht verlängert worden war. Spuck nutzte dies dazu, eine neue Herausforderung anzunehmen und sich bei Anne Teresa De Keersmaeker in Brüssel mit verschiedenen Elementen des zeitgenössischen Tanzes vertraut zu machen. Er empfand dies als extrem schwierig, aber letztlich als große Bereicherung. Darauf kehrte er zum Stuttgarter Ballett zurück und wirkte später von 2001 bis 2012 als Hauschoreograf der Compagnie. (1998 hörte er selber mit tanzen auf, um
sich ausschließlich aufs Choreografieren konzentrieren zu können, und dies europaweit.) In Stuttgart kreierte er fünfzehn Uraufführungen, darunter die Handlungsballette Lulu. Eine Monstretragödie nach Frank Wedekind, Der Sandmann und Das Fräulein von S. nach E.T.A. Hoffmann.
Darüber hinaus hat Christian Spuck mit zahlreichen namhaften Ballettcompagnien in Europa und den USA gearbeitet. Für das Königliche Ballett Flandern entstand The Return of Ulysses (Gastspiel beim Edinburgh Festival), beim Norwegischen Nationalballett Oslo wurde Woyzeck nach Georg Büchner uraufgeführt. Das Ballett Die Kinder beim Aalto Ballett Theater Essen wurde für den «Prix Benois de la Danse» nominiert, das ebenfalls in Essen uraufgeführte Ballett Leonce und Lena nach Georg Büchner wurde von den Grands Ballets Canadiens de Montreal und vom Stuttgarter Ballett übernommen. Die Uraufführung von Poppea//Poppea für Gauthier Dance am Theaterhaus Stuttgart wurde 2010 von der Zeitschrift Dance Europe zu den zehn erfolgreichsten Tanzproduktionen weltweit gewählt sowie mit dem deutschen Theaterpreis Der Faust 2011 und dem italienischen Danza/Danza-Award ausgezeichnet. Immer häufiger ist Christian Spuck in jüngster Zeit im Bereich Oper tätig. Auf Glucks Orphée et Euridice an der Staatsoper Stuttgart folgten Verdis Falstaff am Staatstheater Wiesbaden sowie Berlioz’ La Damnation de Faust und Wagners Fliegender Holländer an der Deutschen Oper Berlin.
Zürich
Seit der Saison 2012/13 war Christian Spuck Direktor des Balletts Zürich. Hier waren bislang seine Choreografien Romeo und Julia, Leonce und Lena, Woyzeck, Der Sandmann, Messa da Requiem (als Koproduktion von Oper und Ballett Zürich) sowie Nussknacker und Mausekönig zu sehen. Das 2014 in Zürich uraufgeführte Ballett Anna Karenina nach Lew Tolstoi wurde 2016 in Oslo und am Moskauer Stanislawski-Theater sowie 2017 vom Koreanischen Nationalballett in Seoul und vom Bayerischen Staatsballett ins Repertoire übernommen. 2018 hatte in Zürich Christian Spucks Ballett Winterreise Premiere, für das er mit dem «Prix Benois de la Danse 2019» ausgezeichnet wurde. 2019 folgte beim Ballett Zürich Helmut Lachenmanns Das Mädchen mit den Schwefelhölzern (Auszeichnung als «Produktion des Jahres» durch die Zeitschrift tanz). Im Herbst 2020 feierte beim Ballett Zürich Dornröschen in der Inszenierung von Christian Spuck Premiere. Mit einer Besucherauslastung von über 99 Prozent und mehreren Preisen für seine Zürcher und internationalen Produktionen zählt er zu den erfolgreichsten und gefragtesten Choreografen weltweit.
Berlin
Seit der Spielzeit 2023/2024 ist Christian Spuck Intendant des Staatsballetts Berlin. Bereits in der Spielzeit 2022/2023 stand er der kommissarischen Intendantin Christiane Theobald künstlerisch beratend zur Seite und konnte deren Konzepte und Arbeiten beim Staatsballett würdigen.

## Werke (Auswahl)
- 1996 Duo/Towards the Night, Noverre-Gesellschaft
- 1997 Songs from a Secret Garden, Noverre-Gesellschaft
- 1998 Passacaglia, Stuttgarter Ballett
- 1998 Amores I, Regional Arts Festival of Europe
- 1999 Dos Amores, Stuttgarter Ballett
- 1999 Morphing Games, Aterballetto
- 1999 Le Grand Pas de deux, Stuttgarter Ballett
- 2000 Das Siebte Blau, Stuttgarter Ballett
- 2000 Endless Waltz, Aalto Ballett Theater Essen
- 2000 Adagio für 6 Tänzer, New York City Ballet
- 2001 Carlotta’s Portrait, Stuttgarter Ballett
- 2001 Songs, Stuttgarter Ballett
- 2001 Chaconne, Ballett des Staatstheaters Karlsruhe
- 2002 Nocturne, Stuttgarter Ballett
- 2002 Cupid and Death, Stuttgarter Ballett/Junge Oper Stuttgart
- 2003 This-, Ballett der Staatsoper Berlin
- 2003 Lulu. Eine Monstretragödie, Stuttgarter Ballett
- 2004 Die Kinder, Aalto Ballett Theater Essen
- 2004 Shifting Portraits, Ballett des Staatstheaters Saarbrücken
- 2004 Cupid’s Garden, Stuttgarter Ballett
- 2004 Pieces From a Lost Paradise, Stuttgarter Ballett
- 2005 Penelope, Filmproduktion für ZDF und arte mit Márcia Haydée und Robert Tewsley
- 2005 …, la peau blanche,…, Stuttgarter Ballett
- 2005 The Restless, Hubbard Street Dance 2
- 2005 Berenice, Opernproduktion, Theater und Philharmonisches Orchester Heidelberg
- 2006 Der Sandmann, Stuttgarter Ballett
- 2006 The Return of Ulysses, Königliches Ballett von Flandern
- 2007 Sleepers Chamber, Stuttgarter Ballett
- 2007 Don Q., Theaterhaus Stuttgart
- 2007 Le tableau perdu, Königlich Schwedisches Ballett
- 2007 Leonce und Lena, Aalto Ballett Theater Essen
- 2009 Orphée et Euridice, Stuttgarter Ballett und Staatsoper Stuttgart
- 2010 Poppea//Poppea – Ein Tanzstück, Gauthier Dance Theaterhaus Stuttgart
- 2010 Falstaff (Verdi), Staatstheater Wiesbaden
- 2011 Woyzeck, Norwegisches Nationalballett, Den Norske Opera & Ballet, Oslo
- 2012 Das Fräulein von S., Stuttgarter Ballett
- 2012 Romeo und Julia, Ballett Zürich
- 2014 La Damnation de Faust (Berlioz), Deutsche Oper Berlin
- 2014 Anna Karenina, Ballett Zürich (Koproduktion mit Den Norske Opera & Ballet, Oslo)
- 2016 Messa da Requiem, Koproduktion der Oper Zürich mit dem Ballett Zürich
- 2017 Der fliegende Holländer (Wagner), Deutsche Oper Berlin
- 2017 Nussknacker und Mausekönig, Ballett Zürich
- 2018 Winterreise (Zender), Ballett Zürich
- 2019 Das Mädchen mit den Schwefelhölzern (Helmut Lachenmann), Ballett Zürich
- 2020 Dornröschen, Ballett Zürich (Koproduktion mit Den Norske Opera & Ballet, Oslo)
- 2023 Messa da Requiem, Staatsballett Berlin (in der Deutschen Oper, Berlin)[9]
- 2023, Madame Bovary, Staatsballett Berlin[10]

## Auszeichnungen
- 2005 Nominierung Die Kinder für den «Prix Benois de la Danse»
- 2006 Deutscher Tanzpreis «Zukunft»
- 2008 Nominierung Leonce und Lena für den Deutschen Theaterpreis «Der Faust»
- 2011 Deutscher Theaterpreis «Der Faust» für Poppea//Poppea
- 2019 «Prix Benois de la Danse» für Winterreise
- 2020 Auszeichnung Produktion des Jahres für die Inszenierung von Helmut Lachenmanns Das Mädchen mit den Schwefelhölzern (Ballett Zürich) durch die Zeitschrift Tanz. Gleichzeitig wird das Ballett Zürich als «Compagnie des Jahres» gewürdigt.